# Josef Jan Hais

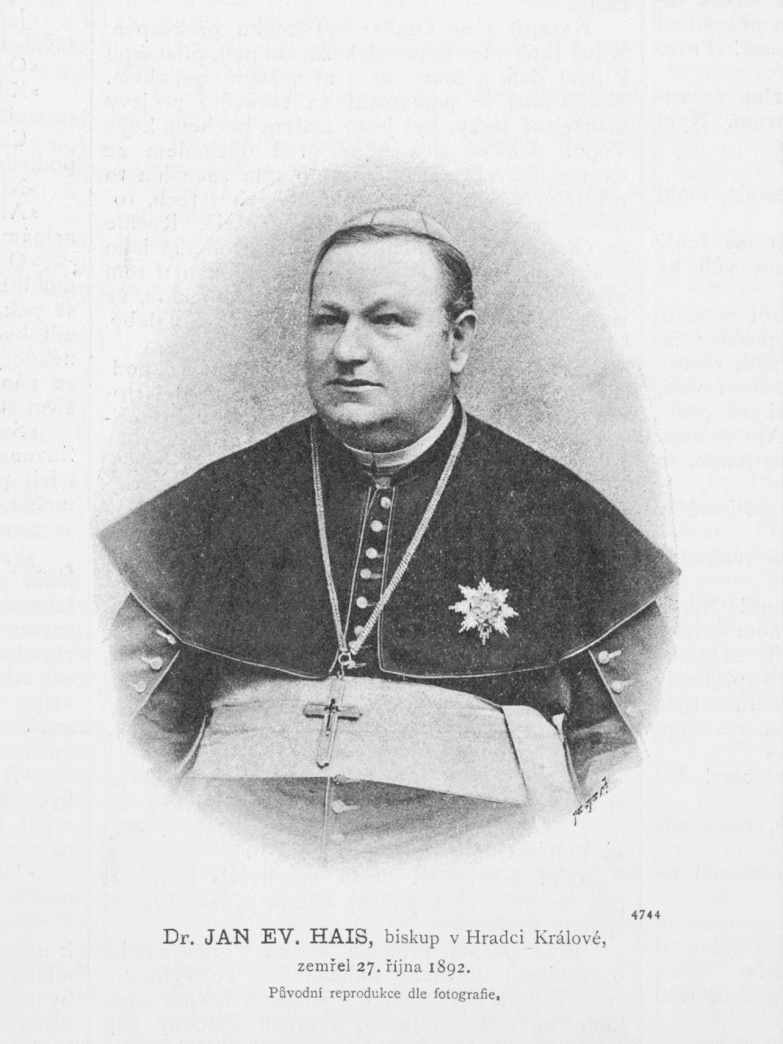
Josef Jan Hais

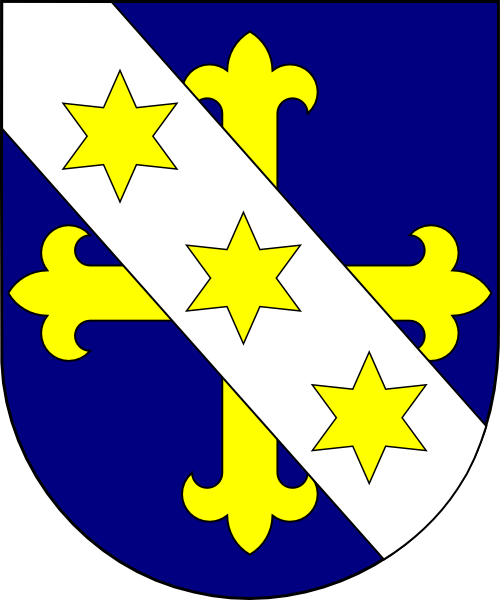
Wappen Josef Jan Hais, Bischof von Königgrätz (1831–1874) zu Beginn seiner Amtszeit

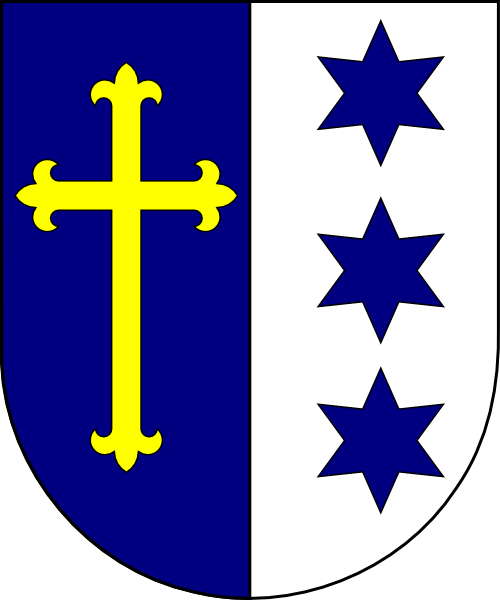
Wappen Josef Jan Hais, Bischof von Königgrätz (1831–1874) am Ende seiner Amtszeit

Josef Jan Hais (tschechisch Josef Jan Evangelista Hais; * 9. Februar 1829 in Budietitz, Pilsner Kreis, Königreich Böhmen; † 27. Oktober 1892 in Chrast, Bezirk Chrudim) war ein tschechischer Theologe, Priester und Bischof von Königgrätz.

## Leben
Josef Jan Hais wurde nach dem Theologiestudium am 2. November 1859 in Budweis zum Priester geweiht. Später erwarb er an der Universität Wien den akademischen Grad eines Dr. theol. und wurde Professor am Priesterseminar in Budweis.
Nach dem Tod des Königgrätzer Bischofs Karl Borromäus Hanl von Kirchtreu wurde Josef Jan Hais zu dessen Nachfolger gewählt und am 5. Juli 1875 päpstlich bestätigt. Die Bischofsweihe erhielt er am 25. Juli 1875 durch den Bischof von Budweis, Jan Valerián Jirsík. Mitkonsekratoren waren der Bischof von Leitmeritz, Augustin Paul Wahala, und der Prager Weihbischof Karl Franz Prucha. Während seiner Amtszeit wurden die Bischofsresidenzen in Königgrätz und Chrast renoviert. 1881 wurde die diözesane Gehörlosenanstalt errichtet.